# دل شیدا
«دل شیدا» یا «شیشهٔ می در شب یلدا شکست» ترانه‌ای فارسی است که بیش از صد سال قدمت دارد. این ترانه توسط  محمدرضا شجریان، شهرام ناظری، پروین و دیگران اجرا شده‌است.